# Barningham Moor
Die bronzezeitlichen Felsritzungen und der „Steinkreis von How Tallon“ liegen im Barningham Moor südlich von Barnard Castle, südwestlich von Durham im County Durham im Nordosten von England. 

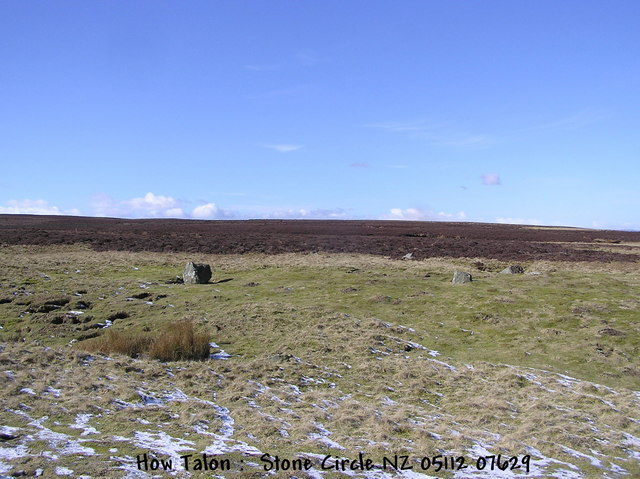
Steinkreis von How Tallon

## Zentrale Zone
- Diese Zone liegt auf einem erhöhten Plateau des Wash Beck. Der auffälligste Stein wurde im Jahr 2006 von Richard Stroud im Osten der Zone entdeckt und zeigt eine komplexe Anordnung von Cup-and-Ring-Markierungen. Viele der Schälchen (englisch cups) werden von konzentrischen Ringen umgeben und viele Motive sind durch Rillen miteinander verbunden, von denen einige mehrere Schälchen verknüpfen und umschließen. Weil dieses Denkmal so lange bedeckt gelegen hat, waren die Ritzungen vor der Witterung geschützt und es ist sogar möglich, einzelne Pick-Markierungen zu erkennen.
- 20 m nordwestlich liegt ein mit ähnlichen Motiven, aber deutlich sparsamer markierter Stein.
- Der dritte, stark erodierte Stein befindet sich in der Nähe eines Nord-Süd verlaufenden Weges über das Moor. Seine flache Ritzung zeigt ein Schälchen, das von drei kaum zu erkennenden Ringen umgeben ist. Neben den Ringen liegen zwei weitere Schälchen.
- Der vierte Stein liegt auf der westlichen Seite des Wash Beck. Das deutlichste Motiv ist ein Schälchen mit drei Ringen auf der Unterseite des Steins. Ein Schälchen mit einem Ringpaar und vier weitere Schälchen mit einzelnen Ringen, zusammen mit einigen verstreuten Schälchen befinden sich oben. Drei der Motive sind durch Rillen verbunden.
- Auf einem weiteren Stein gibt es 30–40 Schälchen von denen aber einige natürlich sein können.

## Nordwestareal
- Dieser aufrechte Stein steht nahe dem Knoll Gill. Ein tieferes Schälchen, aus dem eine Rille über den Felsen verläuft, wird von vier erodierten Ringen umgeben. Entlang der Kante verläuft eine Reihe von fünf Schälchen, aus denen bei zweien ebenfalls Rillen laufen.
- Ein kleiner pyramidenförmiger Stein hat vier ausgeprägte Schälchen, die jeweils von einem Ring umgeben sind. Drei Ringe haben Rinnen, die bis zum Boden laufen.
- Ein flacher Felsen am westlichen Rand des Moores ist als „The Stang“ bekannt. Schwer erkennbare Rillen, die Zonen umrahmen, liegen neben dem zentralen Bereich, der aus sieben Schälchen besteht, während ein Abschnitt unter der Grasnarbe mehrere Schälchen und ein gut erhaltenes Schälchen-Ring Design zeigt.
- Der sichtbare Bereich des vierten Steins zeigt eine Anhäufung von Schälchen. Die begrünte Fläche zeigt eine Rinne, die durch fünf Schälchen verläuft. Ein sechstes wird nicht erreicht.

## Südareal
Die Steine dieses Bereichs ragen kaum aus dem Boden und zeigen beinahe ausschließlich Schälchen (vier bis 17), von denen viele durch Rillen verbunden sind.

## Südwestareal
- Ein Schälchen mit drei Ringen ist auf dem großen Felsblock sichtbar, der am steilen Osthang der Osmaril Gill liegt.
- Das große und sehr tiefe Schälchen des zweiten Steins scheint künstlich zu sein und hat große Ähnlichkeit mit den bei Bullauns anzutreffenden Vertiefungen. Es konnte für die Aufnahme von Flüssigkeiten bestimmt gewesen sein. Daneben liegt ein Schälchen mit einem konzentrischen Ringpaar, während eine gestaffelte Reihe von drei Schälchen von einzelnen Ringen umgeben ist.
- Der dritte Stein liegt ungefähr 100 m südlich vom How Tallon Kreis und ist einseitig mit stärker erodierten Schälchen, Ringen und Rinnen überzogen.

## How Tallon
Der Kreis hat rund 13 m Durchmesser und besteht aus sieben erodierten Sandsteinblöcken. Einige sind etwa einen halben Meter hoch, während andere kaum aus dem kurzen Gras reichen. Einige Steine könnte deutlich größer sein, aber aufgrund der Absenkung des Kalksteins sind sie eingesunken. Die Position des Kreises, am Ende der Osmaril Gill (Schlucht), kann angesichts der große Zahl von Felsritzungen auf dem Moor kein Zufall sein. Es könnte sein, dass der Kreis ein Burnt Mound den Zugang zum Moor prägte.